# Nave del tesoro
La nave del tesoro (寶船T, 寶船S, bǎochuánP) fu un peculiare tipo di vascello ligneo costruito nella Cina della dinastia Ming durante il XV secolo. Si trattava di un'enorme giunca atta alla navigazione oceanica. Diverse di queste navi furono utilizzate dall'ammiraglio Zheng He nelle sue spedizioni marittime intercontinentali.
Queste navi divennero famose per le loro notevoli dimensioni, specie considerando che si trattava di vascelli di legno: le maggiori avrebbero avuto una lunghezza di 137 metri ed una larghezza di 55 metri, ovvero almeno il doppio dei contemporanei vascelli europei. Lo storico e sinologo britannico Joseph Needham affermò nella sua opera "Science and Civilisation in China" che le navi fossero lunghe tra i 120 e i 180 metri — quindi più grandi della Tessarakonteres, una nave greca del III° secolo A.C., che stando alle fonti misurava 128 metri. Queste dimensioni sono state a lungo dibattute sia per quanto concerne l'affidabilità delle fonti, sia in ambito ingegneristico; alcuni esperti hanno affermato che le navi difficilmente avrebbero potuto superare i 61–76 metri o che eventualmente esse potessero essere state usate solo nelle acque relativamente calme del Fiume Azzurro. Sebbene un presunto timone di una nave del tesoro sia stato ritrovato nei pressi di Nanchino, le sue dimensioni sarebbero comparabili a quelli utilizzati in alcune navi mercantili degli anni '30 lunghe 60 metri.

## Storia

Rotta delle navi del tesoro.

L'armata del tesoro dei Ming (zh 下番官軍T, Xiafan GuanjunP, lett. "Armata di spedizione straniera") era la flotta organizzata dall'Impero cinese della Dinastia Ming e spedita, in sette viaggi effettuati tra il 1405 e il 1433, in India e oltre attraverso il Mar Cinese Meridionale. Della flotta facevano parte speciali giunche chiamate appunto navi del tesoro, costruite per la prima volta per volontà dell'imperatore Yongle (r. 1402–14). Il comando della flotta, in tutte le spedizioni, fu affidato all'ammiraglio Zheng He, l'eunuco che aveva supportato Yongle nella sua usurpazione. Sei dei viaggi avvennero durante il regno di Yongle mentre il settimo fu promosso dal suo erede Xuande (r. 1425–1435). I primi tre viaggi raggiunsero Kozhikode (Calicut), sulla costa indiana del Malabar, mentre il quarto viaggio arrivò ad Ormuz, nel Golfo Persico. Negli ultimi tre viaggi, la flotta navigò fino alla Penisola arabica e all'Africa orientale.
La flotta del tesoro comprendeva diverse tipologie di navi, ognuna delle quali svolgeva funzioni specializzate. Le navi del tesoro erano le navi più grandi della flotta e funzionavano, stando a Finlay, come «un emporio che offriva una ricchezza di prodotti.» Lo Xia Xiyang registra i nomi di alcune delle grandi navi che presero parte al settimo (e ultimo) viaggio: Qinghe (清和; "pura armonia"), Huikang (惠康; "buon riposo"), Changning (長寧; "tranquillità duratura"), Anji (安濟; "traversata pacifica") e Qingyuan (清遠; "distanza pura"). Il testo riporta anche che c'erano anche navi designate da un numero di serie.

## Esegesi delle fonti
L'analisi moderna di questo tipo di navi si basa sulla conoscenza empirica e teoretica delle limitazioni tecniche delle navi a vela di legno, antichi scritti cinesi e dai racconti dei viaggiatori europei che visitarono la Cina in quel periodo. Vi è un dibattito tra gli storici su come andrebbero interpretati gli scritti: alcuni sostengono che queste navi sarebbero comparse una prima volta durante la dinastia Song (960–1279). Gli studi moderni della forma e struttura di questi vascelli prendono spunto dal Tian Fei Jing (Il Culto della Sposa Celeste) e dal Wubei Zhi (武備志T, 武备志S,  wǔbèizhìP,   wu pei chiW, lett. "Trattato sugli Equipaggiamenti Militari").
Prendendo per buone le fonti, le navi del tesoro di Zheng He erano indubbiamente enormi, con nove alberi e 4 ponti capaci di ospitare oltre 500 passeggeri, oltre ad un importante carico di merci. Marco Polo e Ibn Battuta nelle loro opere raccontano di gigantesche navi plurialberate che trasportavano 500 o 1000 persone. Niccolò Da Conti, contemporaneo di Zheng He, fu testimone oculare delle navi mentre si trovava nel Sud-Est Asiatico, riferendo di aver avvistato «giunche con 5 alberi di circa 2000 tonnellate di stazza.» La flotta di Zheng He comprendeva circa 300 navi, tra cui 62 navi del tesoro, alcune delle quali si diceva fossero di 137 metri di lunghezza e 55 metri di larghezza. Altre fonti invece affermano che alcune navi potessero raggiungere addirittura i 180 metri di lunghezza. A bordo vi erano circa 2800 persone, tra i quali nostromi, esploratori, marinai, medici, operai e soldati. Alcuni scritti riferiscono che la flotta di Zheng He abbia viaggiato per lunghe distanze, raggiungendo anche l'Africa orientale.

## Descrizione
Le navi del tesoro erano delle grosse giunche, avrebbero avuto una lunghezza di 120-180 metri, 148 m traslitterando alla lettera la misura di 444 chi riportata dalle fonti, cioè 44 zhang (unità di misura corrispondente a circa 3,2 metri) e 4 chi (circa 30 centimetri), ed una larghezza di 55 metri, ovvero almeno il doppio dei contemporanei vascelli europei, con un equipaggio di 500-600 uomini. Avevano nove alberi sfalsati, dodici vele quadre che ne aumentavano la velocità e 24 cannoni di bronzo fuso con una portata massima di 240-275 metri.
La stabilità era garantita dalla forma a V dello scafo, dalla lunga chiglia e dalla considerevole zavorra. La chiglia era formata da assi di legno unite assieme da cerchi di ferro. A prua sarebbero stati presenti dei forami che durante il mare mosso avrebbero causato l'entrata di acqua durante il beccheggio anteriore, diminuendo tuttavia la turbolenza causata dalle onde. Inoltre vi erano delle ancore lungo i lati della nave per incrementarne la stabilità; a poppa erano appese due ancore di 2,5 metri pesanti 450 chilogrammi e utilizzate per ancoraggi in alto mare.
Le navi del tesoro avevano nove alberi sfalsati e dodici vele quadrate, che ne aumentavano la velocità. Possedevano 24 cannoni di bronzo fuso con una portata massima di 240-275 metri.
Le navi del tesoro erano considerate navi di lusso, piuttosto che navi da guerra. Come tali, esse mancavano dei soppalchi tipici di altre navi da battaglia cinesi.

## Destino

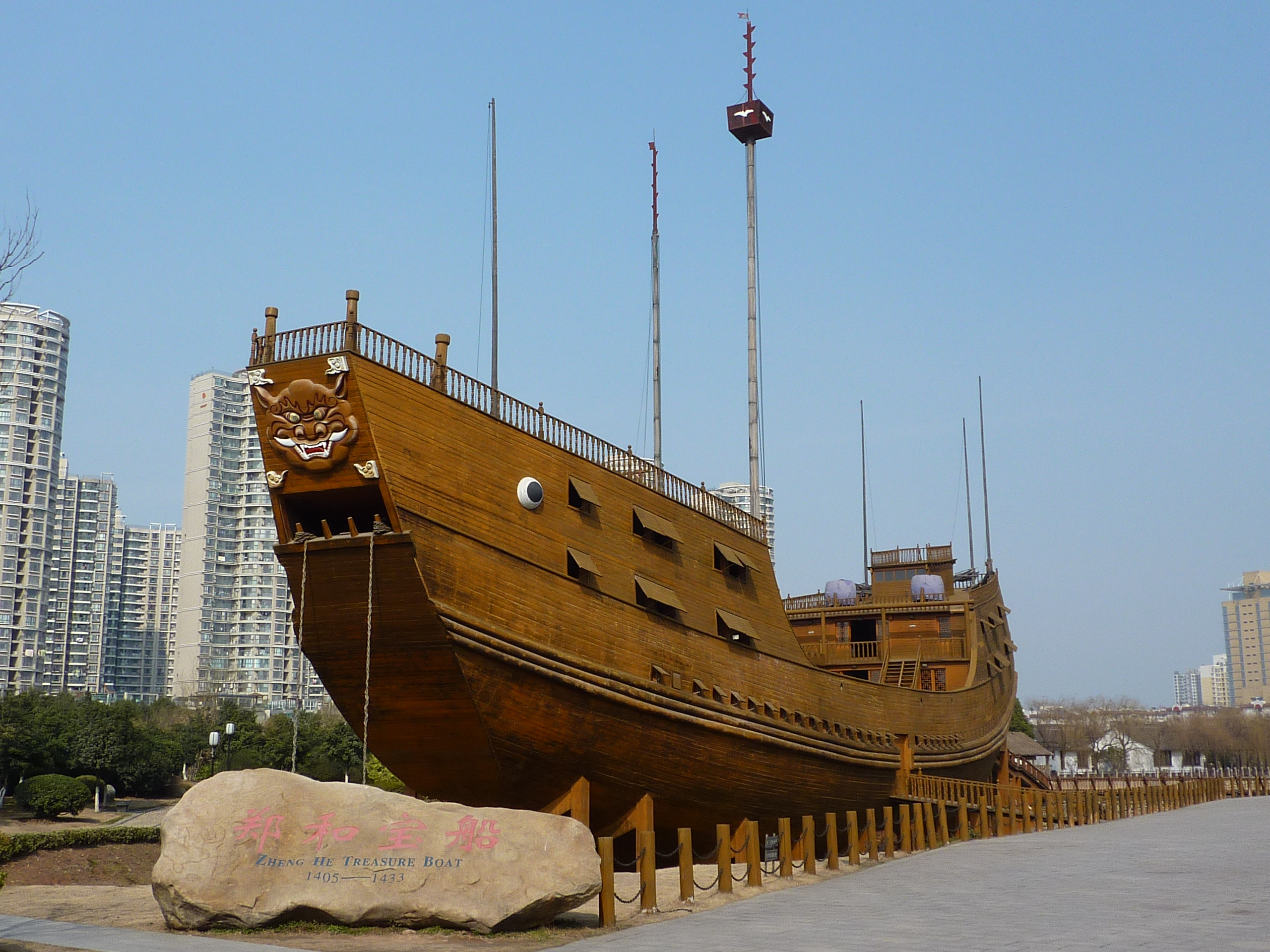
Replica stazionaria di una nave del tesoro di medie dimensioni (63.25 metri) del Treasure Ship Shipyard a Nanchino, costruita in calcestruzzo e legno.

Zheng He tornò dai suoi viaggi trovando in patria un nuovo imperatore, la cui corte era disinteressata, se non ostile, al proseguimento delle sue avventure navali.
Dopo i viaggi di Zheng He, le navi del tesoro vennero dismesse, e rimasero ormeggiate nei porti fino ad iniziare a decomporsi. Alcuni suggeriscono che l'imperatore ordinò che le navi e i loro registri venissero bruciati, anche se informazioni precise sulla loro sorte non sono note.

## Repliche
La storia delle navi del tesoro ha catturato l'immaginazione popolare, sia in Cina che in Occidente.
Nel 2006 venne annunciata la costruzione di una replica che avrebbe dovuto essere completata in occasione dei Giochi Olimpici di Pechino del 2008. Attualmente la replica è in mostra statica presso Nanchino.

### Esplicative
1. ↑  la ridondanza del numero 4 andrebbe ricollegata al fatto che esistono 4 punti cardinali, 4 stagioni e 4 virtù essenziali, pertanto avrebbe avuto un ruolo benaugurante

### Bibliografiche
1. ↑  Dreyer 2007, pp. 99 e 167.
2. ↑  Church 2008, p. 2355.
3. ↑  Tan 2005, p. 43.
4. ↑  Finlay 2008, p. 337.
5. ↑  Dreyer 2007, p. 126.
6. ↑  Needham 1971, pp. 460-470.
7. ↑  Needham 1971, p. 452.
8. ↑  Needham 1971, p. 480.
9. ↑   The Great Chinese Mariner  (archiviato dall'url originale il 24 aprile 2016)., China the Beautiful webpage with Zheng He links.
10. ↑  Dreyer 2007.
11. ↑   Murray A. Rubinstein, Taiwan: A New History, M. E. Sharp, 1999,  p. 49, ISBN 1-56324-815-8 (archiviato dall'url originale il 3 gennaio 2014).
12. ↑  Mills 1970, p. 2.
13. ↑  Finlay 1992, p. 227.
14. ↑   China To Revive Zheng He's Legend (archiviato dall'url originale il 3 marzo 2016)., China Daily, September 4, 2006